# 伊予冰見站
伊予冰見站（日语：／ Iyohimi eki */?）是位在日本愛媛縣西條市、隸屬於四國旅客鐵道（JR四國）的鐵路車站。車站編號為Y33。現時只停靠普通列車。日本國鐵時代，由於已在富山縣設有冰見線及冰見站，為免混淆，所以加上舊令制國所代表的名稱「伊予」以作識別。

## 車站結構
60年代初，日本國有鐵道在全國不同的鐵道線上新增大量通勤車站之一。這類車站所服務的人口通常都較少，但仍因有需求而所設立，但為免需要花大量金錢興建配套設施及預備日後保養之用，這類車站都實行以簡易車站模式運作。當中包括不興建車站站舍，不設站員駐守，月台長度較短等。本站即屬其一。
車站前外圍廣場的左邊設有單車停泊處及公共洗手間。另外擺放了一輛山車的模型及一塊描述「西條山車祭發源由來」的紀念碑。
只設有側式月台1個，為1面1線的月台配置。與玉之江站的情況相同，原來的月台長度只有3輛，後來因應車站提昇工程，於向石鎚山站方向增長了1節的長度，有效長度變為4輛。由於本站並不如大浦站或關川站設有通過側線，列車不能在此站進行交換。月台出入口設於前端近伊予小松站方向，同時設有樓梯及無障礙斜道，而出入口旁則設有蓋候車亭1座，自動售票機則暫仍未有設置。而樓梯出入口前方及兩側則為有蓋單車停泊處。
列車靠站時，下行往松山方向為左側開門，上行往伊予西條方向則為右側開門。

### 月台配置
| 路線    | 方向 | 目的地                             |
| ------- | ---- | ---------------------------------- |
| ■予讚線 | 上行 | 伊予西條、觀音寺、多度津、高松方向 |
| ■予讚線 | 下行 | 今治、松山、伊予市方向             |

## 歷史
- 1961年6月1日：開業。
- 1987年4月1日：日本國鐵分割民營化，車站經營權由JR四國繼承。

## 相鄰車站
四國旅客鐵道（JR四國）
■予讚線
石鎚山（Y32）－伊予冰見（Y33）－伊予小松（Y34）